# Consejo Republicano Mombasa
El Consejo Republicano Mombasa (CRM) es una organización separatista establecida en la ciudad costera de Mombasa, Kenia. El grupo reclama los territorios que abarca los alrededores de la ciudad y la zona costera.  Tiene tanto partidarios musulmanes como cristianos. Está liderado por Omar Mwamnuadzi, quién fue llevado a juicio en 2014, junto con oros 11 miembros. Sin embargo, el grupo ha negado las declaraciones oficiales del gobierno, las cuales afirman que el grupo ha forjado vínculos con el grupo terrorista somalí Al-Shabaab.

## Historia
El Consejo Republlicano Mombasa fue fundado en 1999, para abordar la discriminación política y económica que hay en contra de la población que vive en la Provincia Costera. El grupo fundamenta sus demandas separatistas en los acuerdos de 1895 y 1963, en el que transferían una franja de territorio de 10 millas (16 kilómetros) de borde costero al Gobierno de Kenia desde Zanzíbar. Algunos críticos consideran que estos acuerdos realizados por los británicos eran una forma de soborno, diseñados para la facilitar la colonización al interior del territorio. El grupo ha considerado estos acuerdos como nulos, debido a que fueron promulgados sin el consentimiento del lado costero, y afirmaron que el estado de Kenia no cumplido las disposiciones diseñadas para proteger a la población costera.

## Declaración de secesión
El Consejo Republicano Mombasa permaneció inactivo hasta 2008, cuando se planteó por primera vez de que Mombasa debía separarse de Kenia para formar un estado independiente. El grupo afirmaba que la secesión liberaría a la población de la provincia costera de su marginalización ante los gobiernos sucesivos de Kenia. El eslogan que utilizan dice Pwani Si Kenya ("La costa no es Kenia"). Como respuesta, el gobierno declaró al grupo como organización ilegal, junto con otros 33 grupos.
El Consejo Republicano Mombasa impugnó la decisión del gobierno en la corte. La Corte Suprema de Mombasa levantó la prohibición, y dictaminó que la proscripción del grupo era inconstitucional.